# Dendrobium elongatum
Dendrobium elongatum är en orkidéart som först beskrevs av Carl Ludwig von Blume, och fick sitt nu gällande namn av John Lindley. Dendrobium elongatum ingår i släktet Dendrobium, och familjen orkidéer.

## Underarter
Arten delas in i följande underarter:
- D. e. elongatum
- D. e. orientale

## Bildgalleri

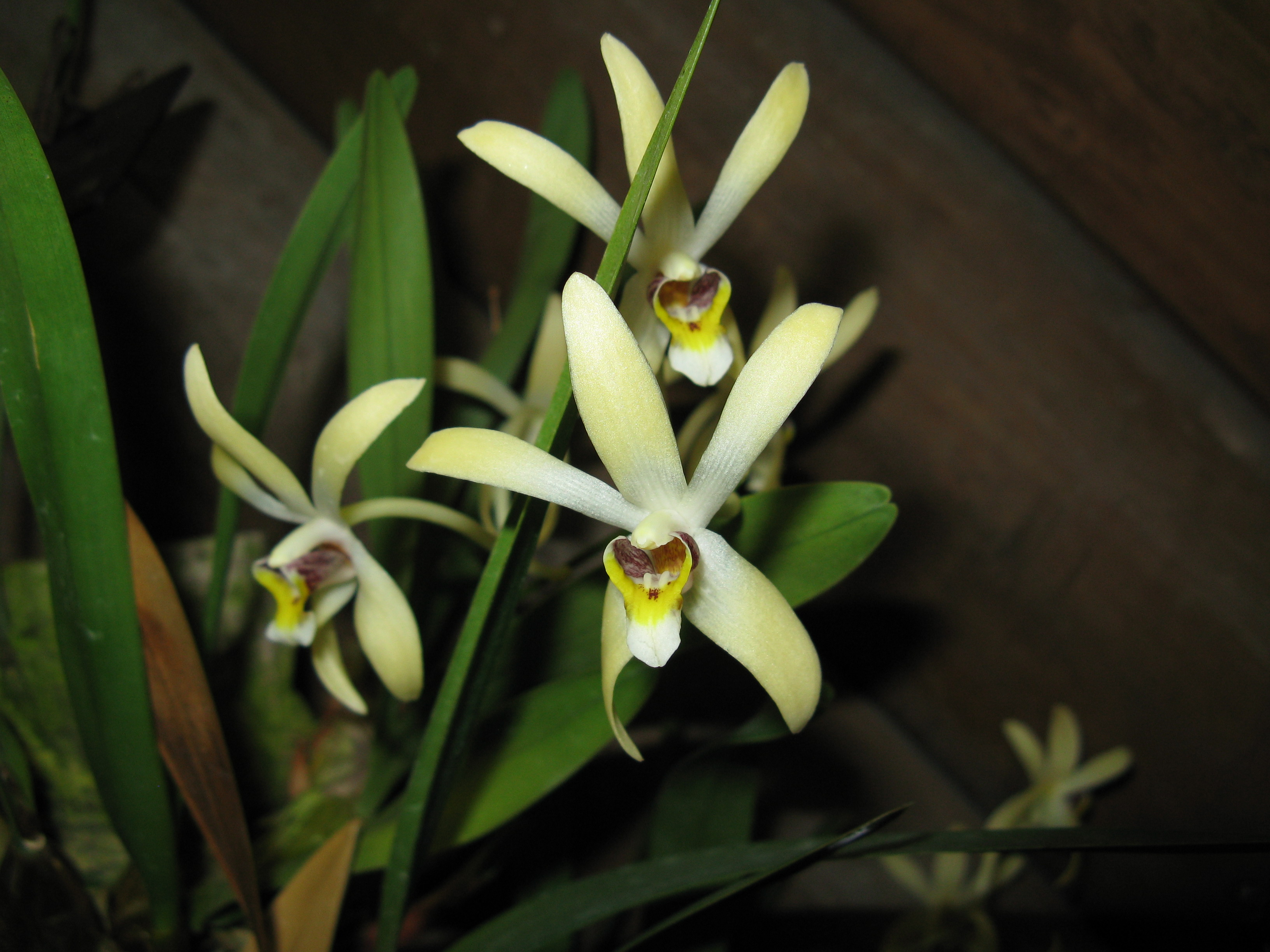
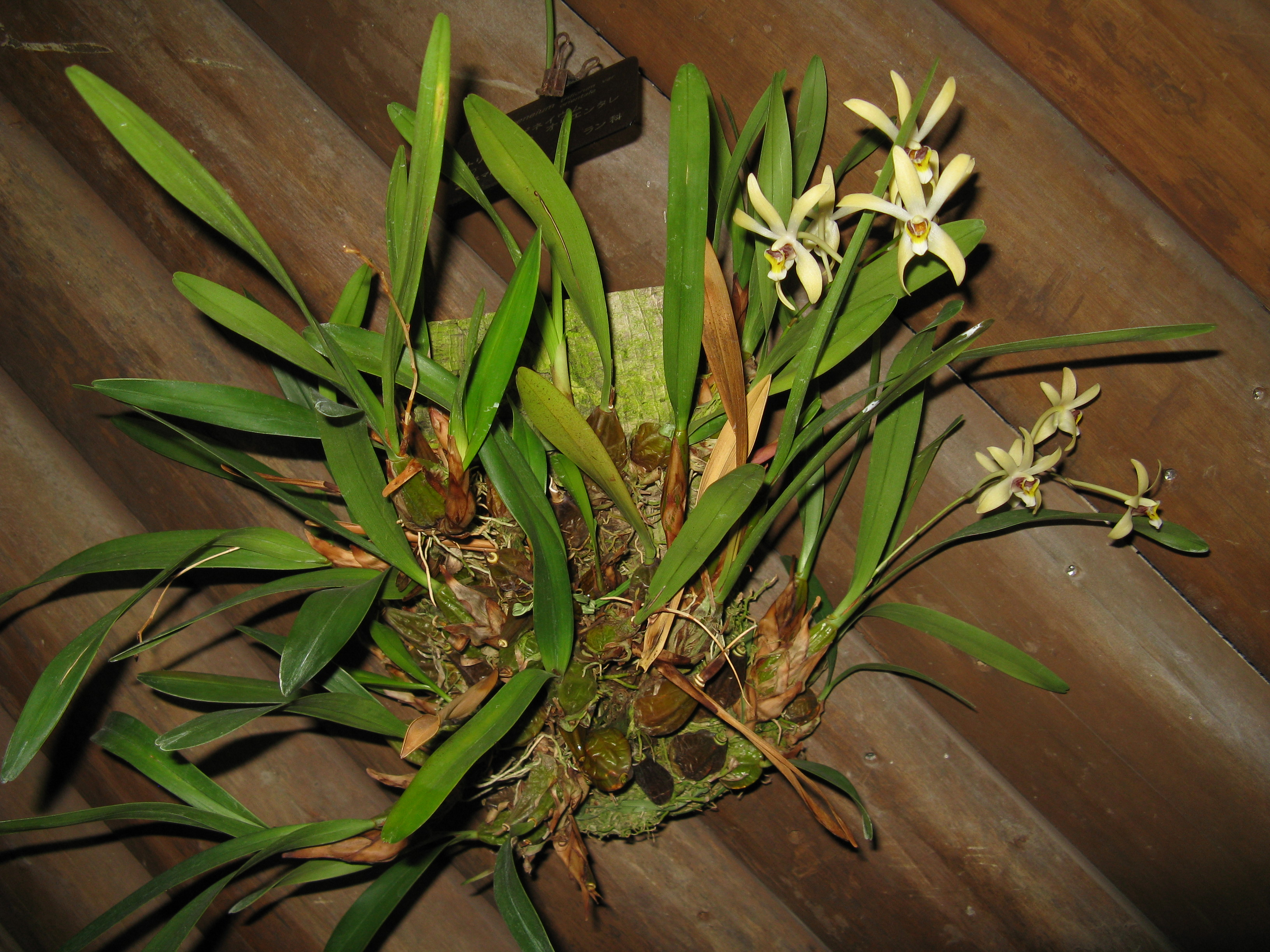